# Zgornja Korena
Zgornja Korena je naselje v Občini Duplek.
Razloženo naselje na jugozahodnem obrobju Slovenskih goric leži ob Korenskem potoku, nad katerim stoji na vrhu 392m visokega griča daleč vidna cerkev svete Barbare iz 18. stoletja. 
V bližnjem kamnolomu so že Rimljani lomili "svetobarbarski" apnenec rumene barve, ki je poln fosilnih ostankov školjk in polžkov in je nastal kot usedlina na morskem dnu.